# أبو بكر موبارا
أبو بكر موبارا (بالإنجليزية: Abbubaker Mobara)‏ (18 فبراير 1994 جنوب أفريقيا - ) هو لاعب كرة قدم جنوب أفريقي، شارك في كرة القدم في الألعاب الأولمبية الصيفية 2016.

## روابط خارجية
- أبو بكر موبارا على موقع قاعدة بيانات كرة القدم.إي يو (الإنجليزية)
- أبو بكر موبارا على موقع ناشيونال فوتبول تيمز (الإنجليزية)
- أبو بكر موبارا على موقع Soccerway.com (الإنجليزية)
- أبو بكر موبارا على موقع أوليمبيديا (الإنجليزية)